# Milestones (film, 1975)
Pour les articles homonymes, voir Milestone.
Pour plus de détails, voir Fiche technique et Distribution.
Milestones est un drame documentaire américain, réalisé par Robert Kramer et John Douglas, et sorti en 1975.

## Synopsis
Entre amertume et espoir, le film est un portrait des personnes qui, une décennie plus tôt, furent les artisans de la contre-culture des années 1960 aux États-Unis.
Les grands thèmes de la gauche radicale américaine sont abordés : l'oppression des indiens, la guerre du Viet-Nam, les rapports de domination, l'homosexualité, la vie communautaire et l'éducation des enfants ; et plus généralement les difficultés d'insertion dans la société industrielle ou le refus de s'y insérer au nom de principes anarchistes.

## Commentaire
Le film est un « portrait d'une Amérique qui change, à travers les témoignages de hippies et d'activistes politiques. Dans le contexte de la guerre du Vietnam et de la contre-culture, ils tâchent de réconcilier leurs idéaux avec le mode de vie américain. Tourné dans un 16 mm aux couleurs vives, il fait un usage innovant du son et du montage. Il convoque des images fixes et des images d'archives. Il mêle des séquences écrites avec des improvisations. »

## Fiche technique
Source principale : Internet Movie Database
- Titre original : Milestones
- Réalisation : John Douglas, Robert Kramer
- Scénario : Robert Kramer
- Photographie : John Douglas, Robert Kramer, Barbara Stone
- Montage : John Douglas, Robert Kramer
- Musique : Bobby Büchler
- Production : Barbara Stone, David C. Stone
- Sociétés de distribution : Cinegate (cinéma), Icarus Films (DVD, États-Unis), Capricci (DVD, France)
- Pays de production : États-Unis
- Langue originale : anglais
- Genre : Drame, documentaire
- Format : Format 16 mm, couleur, son mono
- Durée : 199 minutes
- Dates de sortie :
  - Portugal : septembre 1975 (Festival international de cinéma de Figueira da Foz)
  - États-Unis : 8 octobre 1975 (Festival du film de New York)

## Distribution
- Grace Paley : Helen
- Mary Chapelle : Mama
- Sharon Krebs : Jane
- Jim Nolfi : Jimmy
- Susie Solf : Karen
- David C. Stone : Joe
- Joe Stork : Larry
- Paul Zimet : Peter